# Festival Eurovisão da Canção 2016
O Festival Eurovisão da Canção de 2016 (em inglês:  Eurovision Song Contest 2016; em francês:  Concours Eurovision de la chanson 2016; em sueco:  Eurovision Song Contest 2016) foi a 61.ª edição anual do evento. Realizou-se, pela 6.ª vez, na Suécia, depois de Mans Zelmerlow ter ganho a edição anterior com a canção Heroes. O evento ocorreu pela 3.ª vez em Estocolmo e pela 2.ª vez no Ericsson Globe, que também que já havia sido sede do festival em 2000,. A última vez até à data em que o festival se tinha realizado em solo sueco deu-se na cidade de Malmö, em 2013. 
Este festival foi notável, pois foi a primeira vez desde 1975 em que a procedimento da votação mudou consideravelmente: cada país deu 1-8, 10 e 12 por duas vezes, uma vez pelo júri específico, outra vez pelo tele voto. Na final, os resultados do júri foram anunciados da forma tradicional, enquanto que o resultado do tele voto foi anunciado de uma só vez. Cada resultado teve um peso de 50% no resultado final. O slogan foi Come together.
A cantora Jamala, representando a Ucrânia venceu o Festival Eurovisão da Canção com o tema "1944", inspirada na história real da sua família, que foi vítima da deportação a força dos Tártaros da Crimeia por Stalin, durante a Segunda Guerra Mundial, como vingança pelo apoio da etnia aos nazistas. Nascida no Quirguizistão, Jamala é etnicamente tártara da Crimeia.

## Formato
As datas preliminares foram anunciadas na reunião da delegação, realizada a 16 de março de 2015, em Viena. As meias-finais foram, a 10 e 12 de maio de 2016, e a final no dia 14 de maio de 2016.  

### Apresentadores
Na noite da vitória de 2015, Måns Zelmerlöw, em Viena, foi questionado se queria ser o apresentador da edição de 2016, e ele aceitou. Zelmerlow apresentou o  Melodifestivalen (seleção sueca para o Festival) em 2010 e o popular espetáculo sueco Allsång på Skansen.
Em 25 de maio de 2015, Christer Björkman contou ao jornal Expressen que Sanna Nielsen, Gina Dirawi e Petra Mede eram potenciais apresentadoras do festival. Já a 1º de junho de 2015, o mesmo jornal comentou que a SVT estava considerando o ator Dolph Lundgren, juntamente com Måns, como o duo de apresentadores.
Em 14 de dezembro de 2015, contudo, foi anunciado o retorno de Petra Mede (apresentadora solo em 2013), juntamente com Måns Zelmerlöw, à apresentação do evento.

## Regras

### Participação
- As regras de participação, classificação e pontuação no Eurovisão dependem de acordos impostos pela EBU, que controla o festival. As regras já mudaram diversas vezes desde o início do festival, muitas delas relacionadas a questões políticas, económicas e principalmente pelo número de países participantes que era cada vez maior.
- Para a EBU, com o aumento de participantes, ficava impossível concentrar tantos países numa única final, o que culminou com a decisão de haver etapas de apuramento para a final. Essas etapas foram modificadas diversas vezes, ano após ano.
- Em 1999, surgiu o “Big Four” em que a EBU decidiu classificar automaticamente para a final os quatro países que mais contribuíam financeiramente para o evento: França, Alemanha, Reino Unido e Espanha. Em 2011, a Itália também entrou na lista, formando o que hoje chamamos de “Big Five”. Os cinco países que formam o Big Five, juntamente com o país anfitrião, são sorteados para votar nas semifinais.
- Depois de problemas, controvérsias e críticas com os diversos formatos, a EBU definiu que haveria duas semifinais que classificariam 10 países em cada uma delas. Foi definido também que cada semifinal poderia ter no máximo 20 países participantes. Enquanto, a final terá o máximo de 26 países: 10 da primeira semifinal, 10 da segunda semifinal, 5 do “Big Five” mais o país anfitrião, que também é qualificado automaticamente para a final. Ainda há dúvidas sobre uma eventual participação da Austrália no evento,já que o país esteve presente em 2015.[10]

- Quanto às seleções nacionais não há regras, nem mesmo quanto à nacionalidade dos representantes de cada país, podendo assim um norueguês representar a Espanha, por exemplo. No entanto há restrições quanto à duração da música: não pode ultrapassar os três minutos. Essa regra ajuda a controlar a duração do festival ao vivo.
- Também não há impedimento quanto ao idioma das músicas, mas geralmente a língua inglesa predomina, mesmo não sendo a língua oficial do país que a leva. Outros artistas também “misturam” dois idiomas em uma única música.
- Quanto à participação dos países, estes devem ser membros ativos da EBU (European Broadcasting Union), ou UER (União Europeia de Radiodifusão), uma união que engloba emissoras de rádio e TV em diversos países. Obrigatoriamente cada país deve ter no mínimo uma estação de TV afiliada ao grupo e deve transmitir o evento ao vivo se estiver em competição.
- Quanto à performance, o evento permite até seis pessoas com mais de 16 anos no palco.

### Votação
A UER anunciou que o sistema de votação a passará pela maior mudança desde 1975 em que se estabeleceu o formato clássico do festival. Desde (2011-2015), cada país entregava de 1 a 8, 10 e 12 pontos a suas 10 canções favoritas, a partir da combinação de seu júri (50%) e do seu televoto (50%). A partir de 2016, cada jurado profissional de cada país e cada televoto de cada país otorgará por separado 1 a 8, 10 e 12 pontos as suas 10 canções favoritas.
O formato de anúncio das semifinais é mantido, aonde os 10 agora finalistas são anunciados de forma aleatória. Na final, haverá duas fases de anúncio dos pontos. Na primeira se mantém a dinâmica tradicional aonde os resultados dos júris são anunciados (12 pontos para o mais votado, 10 para o segundo e assim sucessivamente). Na  segunda parte, os apresentadores revelarão os resultados do televoto, mas a partir de agora revelados globalmente (que representa o total dos 12, 10 e de 8 a 1 ponto de cada país) em ordem decrescente (do posto 26 ao 1). O vencedor da Eurovisão não será conhecido até à última e derradeira votação. Tanto o público como os jurados continuarão com o peso de 50%.
Com o novo sistema o ganhador não foi conhecido até último minuto,o que deu mais emoção. "Este é um grande passo para fazer um melhor 'show' televisivo e para garantir mais emoção", assegurou Jon Ola Sand, supervisor executivo do certame.

## Sedes

### Candidatas e arenas propostas
| Cidade            | Local             | Capacidade | Notas |
| Na corrida        | Na corrida        | Na corrida | Na corrida |
| ----------------- | ----------------- | ---------- | --- |
| Gotemburgo        | Scandinavium      | 14 000     | Sediou o Festival Eurovisão da Canção 1985. |
| Linköping         | Saab Arena        | 11 500     | |
| Örnsköldsvik      | Fjällräven Center | 9 800      | |
| Sandviken/Gevália | Göransson Arena   | 10 000     | Se esta opção for escolhida, Sandviken sedia a Eurovisão e Gevália hospeda as delegações                                                                              |
| Estocolmo         | Ericsson Globe    | 16,000     | Sediou o Festival Eurovisão da Canção 2000. |
| Estocolmo         | Annexet           | 4 000      | |
| Estocolmo         | Hovet             | 9 000      | |
| Estocolmo         | Tele2 Arena       | 45 000     | |
| Desistências      |                   |            | |
| Gotemburgo        | Estádio Ullevi    | 75 000     | A proposta dependia da construção de um teto no Estádio Ullevi. A ideia foi rejeitada devido aos custos.                                                              |
| Malmö             | Malmö Arena       | 15 400     | Sediou o Festival Eurovisão da Canção 2013. Desistiu a 11 de Junho de 2015, alegando que a arena estaria ocupada nas semanas anteriores ao Festival.                  |
| Estocolmo         | Friends Arena     | 65 000     | Sedia anualmente a final do Melodifestivalen desde 2013. Depois foi divulgado que a Friends Arena não estava nos planos da cidade de Estocolmo devido ao seu tamanho. |

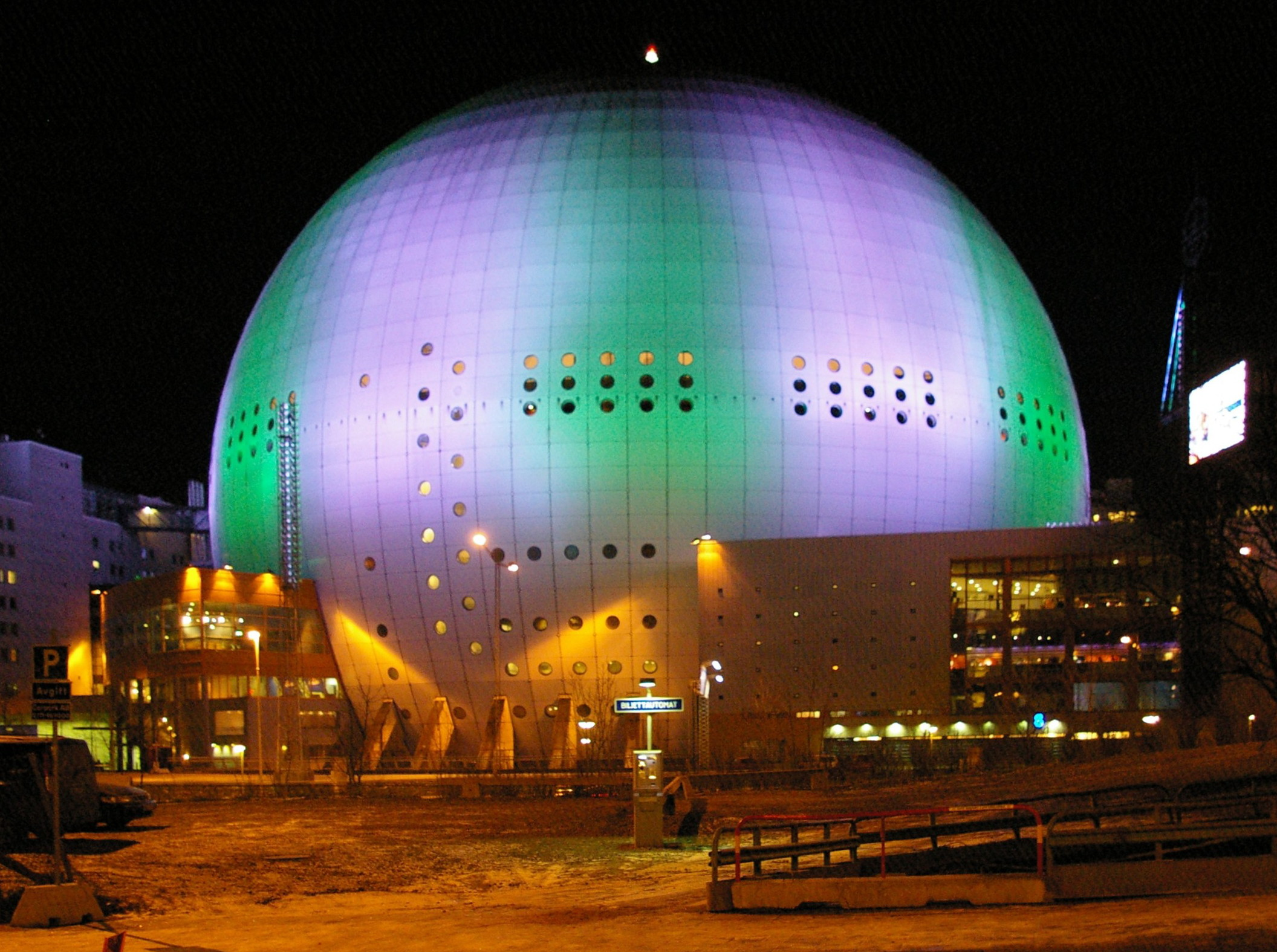
O Ericsson Globe sediará o evento pela segunda vez

A SVT anunciou a 24 de Maio que a sua primeira escolha para a Eurovisão tinha sido a Tele2 Arena em Estocolmo. Entretanto, outras cidades na Suécia poderiam apresentar uma candidatura. Depois da vitória da Suécia em Viena, as cidades teriam 3 semanas para apresentar a sua candidatura e que o anúncio seria feito a meio do Verão. O Ericsson Globe em Estocolmo foi anunciado a 8 de Julho de 2015. Esta será a segunda vez que a arena sediará o evento. A primeira foi em 2000.

## Participantes
Os países que competiram em Maio na Suécia, foram revelados na primeira semana de Janeiro, os seguintes países revelaram publicamente a sua participação na eurovisão:Albânia, Alemanha, Áustria, Azerbaijão,  Bélgica, Bielorrússia, Bósnia e Herzegovina, Bulgária,   Chipre, Dinamarca, Eslovénia, Espanha, Estónia, Finlândia, França, Geórgia, Grécia, Holanda, Hungria, Irlanda, Israel, Itália, Letónia, Lituânia, Macedónia, Malta, Noruega, Polónia, Reino Unido, República Checa, Roménia, Suécia (anfitrião), Suíça e além disso, a Turquia e a Ucrânia confirmaram o seu regresso, a Turquia deixou de participar a partir do ano de 2013 e a Ucrânia só não participou em 2015. Nos regressos, a Croácia é o nome mais falado em regressar, também a Bulgária e a Eslováquia poderão estar de volta. As emissoras dos países de Andorra, Luxemburgo, Portugal e Mónaco já revelaram que não irão participar em 2016.
Originalmente, o grupo italiano Stadio representaria o país por ter vencido a edição de 2016 do Festival de San Remo, porém renunciaram a participação. A emissora italiana RAI, decidiu por mérito dar a chance à cantora que ficou na segunda posição no festival, a cantora Francesca Michielin.
| País Participante    | Título original da Canção          | Artista                                               | Processo                                                            | Data da Seleção                                      |
| País Participante    | Tradução em Português              | Idiomas de Interpretação                              | Processo                                                            | Data da Seleção                                      |
| -------------------- | ---------------------------------- | ----------------------------------------------------- | ------------------------------------------------------------------- | ---------------------------------------------------- |
| Albânia              | "Fairytale"                        | Eneda Tarifa                                          | Festivali i Këngës                                                  | 26 de Dezembro de 2015                               |
| Albânia              | Conto de fadas                     | Inglês                                                | Festivali i Këngës                                                  | 26 de Dezembro de 2015                               |
| Alemanha             | "Ghost"                            | Jamie-Lee Kriewitz                                    | Unser Lied für Stockholm                                            | 25 de Fevereiro de 2016                              |
| Alemanha             | Fantasma                           | Inglês                                                | Unser Lied für Stockholm                                            | 25 de Fevereiro de 2016                              |
| Arménia              | "LoveWave"                         | Iveta Mukuchyan                                       | -                                                                   | -                                                    |
| Arménia              | OndadeAmor                         | Inglês                                                | -                                                                   | -                                                    |
| Austrália            | "Sound of Silence"                 | Dami Im                                               | Eleição Interna                                                     | -                                                    |
| Austrália            | Som do silêncio                    | Inglês                                                | Eleição Interna                                                     | -                                                    |
| Áustria              | "Loin d'Ici"                       | ZOË                                                   | Wer singt für Österreich?                                           | 12 de Fevereiro de 2016                              |
| Áustria              | Longe daqui                        | Francês                                               | Wer singt für Österreich?                                           | 12 de Fevereiro de 2016                              |
| Azerbaijão           | "Miracle"                          | Samra                                                 | Eleição Interna                                                     | -                                                    |
| Azerbaijão           | Milagre                            | Inglês                                                | Eleição Interna                                                     | -                                                    |
| Bélgica              | "What's the Pressure"              | Laura Tesoro                                          | Eurosong 2016                                                       | 17 de Janeiro de 2016                                |
| Bélgica              | Qual a pressão?                    | Inglês                                                | Eurosong 2016                                                       | 17 de Janeiro de 2016                                |
| Bielorrússia         | "Help You Fly"                     | Ivan                                                  | EuroFest 2016                                                       | -                                                    |
| Bielorrússia         | Ajudar-te a voar                   | Inglês                                                | EuroFest 2016                                                       | -                                                    |
| Bósnia e Herzegovina | "Ljubav je"                        | Dalal Midhat-Talakić, Fuad Backović-Deen & Ana Rucner | Eleição Interna                                                     | 19 de Fevereiro de 2016                              |
| Bósnia e Herzegovina | Amor é                             | -                                                     | Eleição Interna                                                     | 19 de Fevereiro de 2016                              |
| Bulgária             | "If Love Was a Crime"              | Poli Genova                                           | Eleição Interna                                                     | -                                                    |
| Bulgária             | Se o amor fosse crime              | -                                                     | Eleição Interna                                                     | -                                                    |
| Chipre               | "Alter Ego"                        | Minus One                                             | Eleição interna                                                     | -                                                    |
| Chipre               | -                                  | Inglês                                                | Eleição interna                                                     | -                                                    |
| Croácia              | "Lighthouse"                       | Nina Kraljić                                          | -                                                                   | -                                                    |
| Croácia              | Farol                              | Inglês                                                | -                                                                   | -                                                    |
| Dinamarca            | "Soldiers of Love"                 | Lighthouse X                                          | Dansk Melodi Grand Prix 2016                                        | 13 de Fevereiro de 2016                              |
| Dinamarca            | Soldados de amor                   | Inglês                                                | Dansk Melodi Grand Prix 2016                                        | 13 de Fevereiro de 2016                              |
| Eslovénia            | "Blue and Red"                     | ManuElla                                              | EMA 2016                                                            | -                                                    |
| Eslovénia            | Azul e Vermelho                    | Inglês                                                | EMA 2016                                                            | -                                                    |
| Espanha              | "Say yay!"                         | Barei                                                 | Objetivo Eurovisión 2016                                            | -                                                    |
| Espanha              | Dizer yay!                         | Inglês                                                | Objetivo Eurovisión 2016                                            | -                                                    |
| Estónia              | "Play"                             | Jüri Pootsmann                                        | Eesti Laul                                                          | 5 de Março de 2016                                   |
| Estónia              | -                                  | Inglês                                                | Eesti Laul                                                          | 5 de Março de 2016                                   |
| Finlândia            | "Sing it Away"                     | Sandhja                                               | Uuden Musiikin Kilpailu 2016                                        |                                                      |
| Finlândia            | Afastar a cantar                   | Inglês                                                | Uuden Musiikin Kilpailu 2016                                        |                                                      |
| França               | "J'ai cherché"                     | Amir                                                  | Eleição Interna                                                     | 29 de Fevereiro de 2016                              |
| França               | Já procurei                        | Francês e Inglês                                      | Eleição Interna                                                     | 29 de Fevereiro de 2016                              |
| Geórgia              | "Midnight Gold"                    | Nika Kocharov & Young Georgian Lolitaz                | Artista: Eleição Interna Canção: Final Nacional                     | 14 de Janeiro de 2016                                |
| Geórgia              | Ouro da meia-noite                 | Inglês                                                | Artista: Eleição Interna Canção: Final Nacional                     | 14 de Janeiro de 2016                                |
| Grécia               | "Utopian Land"                     | Argo                                                  | Final Nacional                                                      |                                                      |
| Grécia               | Terra utópica                      | Grego                                                 | Final Nacional                                                      |                                                      |
| Países Baixos        | "Slow Down"                        | Douwe Bob                                             | Eleição Interna                                                     | -                                                    |
| Países Baixos        | Abrandar                           | Inglês                                                | Eleição Interna                                                     | -                                                    |
| Hungria              | "Pioneer"                          | Freddie                                               | A Dal 2016                                                          | -                                                    |
| Hungria              | Pioneiro                           | Inglês                                                | A Dal 2016                                                          | -                                                    |
| Irlanda              | "Sunlight"                         | Nicky Byrne                                           | Eleição Interna                                                     | -                                                    |
| Irlanda              | Luz do Sol                         | Inglês                                                | Eleição Interna                                                     | -                                                    |
| Islândia             | "Hear Them Calling"                | Greta Salóme                                          | Söngvakeppnin 2016                                                  | 20 de Fevereiro de 2016                              |
| Islândia             | Ouço-os chamando                   | Inglês                                                | Söngvakeppnin 2016                                                  | 20 de Fevereiro de 2016                              |
| Israel               | "Made of Stars"                    | Hovi Star                                             | HaKokhav HaBa                                                       | 3 de Março de 2016                                   |
| Israel               | Feito de estrelas                  | Inglês                                                | HaKokhav HaBa                                                       | 3 de Março de 2016                                   |
| Itália               | "No degree of separation"          | Francesca Michielin'                                  | Festival de Sanremo, após renúncia do grupo vencedor                | 13 de Fevereiro de 2016                              |
| Itália               | Nenhum grau de separação           | Italiano                                              | Festival de Sanremo, após renúncia do grupo vencedor                | 13 de Fevereiro de 2016                              |
| Letónia              | "Heartbeat"                        | Justs                                                 | Super Nova                                                          | 28 de Fevereiro de 2016                              |
| Letónia              | Batido do coração                  | Inglês                                                | Super Nova                                                          | 28 de Fevereiro de 2016                              |
| Lituânia             | "I've Been Waiting for This Night" | Donny Montell                                         | Eurovizijos 2016                                                    | 12 de Março de 2016                                  |
| Lituânia             | Eu tenho esperado por esta noite   | Inglês                                                | Eurovizijos 2016                                                    | 12 de Março de 2016                                  |
| Macedónia do Norte   | "Dona"                             | Kaliopi                                               | Eleição Interna                                                     | 7 de Março de 2016                                   |
| Macedónia do Norte   | Mulher                             | Macedónio                                             | Eleição Interna                                                     | 7 de Março de 2016                                   |
| Malta                | "Walk on Water"                    | Ira Losco                                             | Artista: Malta Eurovision Song Contest 2016 Canção: Eleição Interna | Artista: 23 de Janeiro de 2016 Canção: Março de 2016 |
| Malta                | Andar sobre a água                 | Inglês                                                | Artista: Malta Eurovision Song Contest 2016 Canção: Eleição Interna | Artista: 23 de Janeiro de 2016 Canção: Março de 2016 |
| Moldávia             | "Falling Stars"                    | Lidia Isac                                            | -                                                                   |                                                      |
| Moldávia             | Estrelas cadentes                  | Inglês                                                | -                                                                   |                                                      |
| Noruega              | "Icebreaker"                       | Agnete Johnsen                                        | Melodi Grand Prix                                                   | 27 de Fevereiro de 2016                              |
| Noruega              | Quebra-gelo                        | Inglês                                                | Melodi Grand Prix                                                   | 27 de Fevereiro de 2016                              |
| Polónia              | "Color Of Your Life"               | Michal Szpak                                          | Krajowe Eliminacje 2016                                             | 5 de Março de 2016                                   |
| Polónia              | Cor da tua vida                    | Inglês                                                | Krajowe Eliminacje 2016                                             | 5 de Março de 2016                                   |
| Reino Unido          | "You're Not Alone"                 | Joe and Jake                                          | Eurovision: You Decide 2016                                         | 26 de Fevereiro de 2016                              |
| Reino Unido          | Não estás sozinho                  | Inglês                                                | Eurovision: You Decide 2016                                         | 26 de Fevereiro de 2016                              |
| Chéquia              | "I Stand"                          | Gabriela Gunčíková                                    | Eleição Interna                                                     | -                                                    |
| Chéquia              | Eu fico                            | Inglês                                                | Eleição Interna                                                     | -                                                    |
| Roménia              | "Moment of Silence"                | Ovidiu Anton                                          | Selecția Națională 2016                                             | 6 de Março de 2016                                   |
| Roménia              | Momento de silêncio                | -                                                     | Selecția Națională 2016                                             | 6 de Março de 2016                                   |
| Rússia               | "You Are The Only One"             | Sergey Lazarev                                        | Eleição Interna                                                     | -                                                    |
| Rússia               | Tu és a única                      | Inglês                                                | Eleição Interna                                                     | -                                                    |
| Sérvia               | "Goodbye (Shelter)"                | Sanja Vučić ZAA                                       | -                                                                   | -                                                    |
| Sérvia               | Adeus (Abrigo)                     | Inglês                                                | -                                                                   | -                                                    |
| Suécia               | "If I Were Sorry"                  | Frans                                                 | Melodifestivalen 2016                                               | 12 de Março de 2016                                  |
| Suécia               | Se eu lamentasse                   | Inglês                                                | Melodifestivalen 2016                                               | 12 de Março de 2016                                  |
| Suíça                | "The Last of Our Kind"             | Rykka                                                 | Final Nacional                                                      | 13 de Fevereiro de 2016                              |
| Suíça                | O último da nossa espécie          | Inglês                                                | Final Nacional                                                      | 13 de Fevereiro de 2016                              |
| Ucrânia              | "1944"                             | Jamala                                                | Jewrovidenije 2016                                                  | 21 de Fevereiro de 2016                              |
| Ucrânia              | 1944                               | Inglês,Tártaro da Crimeia                             | Jewrovidenije 2016                                                  | 21 de Fevereiro de 2016                              |
|                      |                                    |                                                       |                                                                     |                                                      |

## Resultados

Países na primeira semifinal
Países votantes na primeira semifinal
Países na segunda semifinal
Países votantes na segunda semifinal

Dos 36 países que participarão no festival nas semifinais, deste ano, 18 países participarão na primeira semifinal realizada no dia 10 de Maio (Terça Feira), e 18 países na segunda semifinal a realizada no dia 12 de Maio (Quinta Feira). Em cada semifinal passarão 10 países que tiveram melhor pontuação. Na primeira semifinal votarão os países participantes mais 3 finalistas: Espanha, França e Suécia. Na segunda semifinal votarão também os países participantes, tal como na primeira semifinal, assim como Alemanha, Itália e Reino Unido. Em cada show (semifinais e grande final) nenhum país poderá obviamente votar em si próprio. A grande final decorrerá dia 14 de Maio (Sábado) contando com 26 países concorrentes, e apenas um país sairá vencedor, sendo aquele que acumulará mais pontos, ganhando o privilégio de realizar a próxima edição e estar automaticamente classificado para a final do ano que vem.
A ordem de atuação foi revelada no dia 23 de Março.

### Semifinal 1
A ordem de atuação foi revelada no dia 23 de Março.
(Até o momento, nenhum convidado confirmado)
| #   | País                 | Idioma        | Artista                              | Canção                 | Tradução em Português | Lugar | Pontuação |
| --- | -------------------- | ------------- | ------------------------------------ | ---------------------- | --------------------- | ----- | --------- |
| 1º  | Finlândia            | inglês        | Sandhja                              | "Sing It Away"         | Continuar cantando    | 15º   | 51        |
| 2º  | Grécia               | inglês, grego | Argo                                 | "Utopian Land"         | Terra Utópica         | 16º   | 44        |
| 3º  | Moldávia             | inglês        | Lidia Isac                           | "Falling Stars"        | Estrelas Cadentes     | 17º   | 33        |
| 4º  | Hungria              | inglês        | Freddie                              | "Pioneer"              | Pioneiro              | 4º    | 197       |
| 5º  | Croácia              | inglês        | Nina Kraljić                         | "Lighthouse"           | Farol                 | 10º   | 133       |
| 6º  | Países Baixos        | inglês        | Douwe Bob                            | "Slow Down"            | Acalmar               | 5º    | 197       |
| 7º  | Arménia              | inglês        | Iveta Mukuchyan                      | "LoveWave"             | Onda do Amor          | 2º    | 243       |
| 8º  | San Marino           | inglês        | Serhat                               | "I Didn't Know"        | Eu não sabia          | 12º   | 68        |
| 9º  | Rússia               | inglês        | Sergey Lazarev                       | "You Are the Only One" | Tu és a única         | 1º    | 342       |
| 10º | Chéquia              | inglês        | Gabriela Gunčíková                   | "I Stand"              | Eu fico               | 9º    | 161       |
| 11º | Chipre               | inglês        | Minus One                            | "Alter Ego"            | Alter Ego             | 8º    | 164       |
| 12º | Áustria              | Francês       | Zoë                                  | "Loin d'ici"           | Longe daqui           | 7º    | 170       |
| 13º | Estónia              | inglês        | Jüri Pootsmann                       | "Play"                 | Tocar                 | 18º   | 24        |
| 14º | Azerbaijão           | inglês        | Samra                                | "Miracle"              | Milagre               | 6º    | 185       |
| 15º | Montenegro           | inglês        | Highway                              | "The Real Thing"       | A coisa real          | 13º   | 60        |
| 16º | Islândia             | inglês        | Gréta Salóme Stefánsdóttir           | "Hear Them Calling"    | Escutando o chamado   | 14º   | 51        |
| 17º | Bósnia e Herzegovina | Bósnio        | Dalal & Deen feat. Ana Rucner & Jala | "Ljubav je"            | O amor é              | 11º   | 104       |
| 18º | Malta                | inglês        | Ira Losco                            | "Walk on Water"        | Andando na água       | 3º    | 209       |

### Países que também votam na Semifinal 1
| Com direito de voto: · Suécia · Espanha · França |

### Semifinal 2
A Roménia originalmente seria o décimo segundo país a competir nesta semifinal, mas, devido à dívida que a emissora pública tinha com a EBU, foi forçada a desistir.
| #   | País               | Idioma                     | Artista                                | Canção                             | Tradução para Português            | Lugar | Pontuação |
| --- | ------------------ | -------------------------- | -------------------------------------- | ---------------------------------- | ---------------------------------- | ----- | --------- |
| 1º  | Letónia            | inglês                     | Justs                                  | "Heartbeat"                        | Batida do coração                  | 8º    | 132       |
| 2º  | Polónia            | inglês                     | Michał Szpak                           | "Color of Your Life"               | A Cor da Tua Vida                  | 6º    | 151       |
| 3º  | Suíça              | inglês                     | Rykka                                  | "The Last of Our Kind"             | O último de nosso tipo             | 18º   | 28        |
| 4º  | Israel             | inglês                     | Hovi Star                              | "Made of Stars"                    | Feito de Estrelas                  | 7º    | 147       |
| 5º  | Bielorrússia       | inglês                     | Alexander Ivanov                       | "Help You Fly"                     | Ajudar-te a Voar                   | 12º   | 84        |
| 6º  | Sérvia             | inglês                     | Sanja Vučić ZAA                        | "Goodbye (Shelter)"                | Adeus (Abrigo)                     | 10º   | 105       |
| 7º  | Irlanda            | inglês                     | Nicky Byrne                            | "Sunlight"                         | Luz do Sol                         | 15º   | 46        |
| 8º  | Macedónia do Norte | macedónio                  | Kaliopi                                | "Dona" (Дона)                      | Mulher                             | 11º   | 88        |
| 9º  | Lituânia           | inglês                     | Donny Montell                          | "I've Been Waiting for This Night" | Eu estive esperando por esta noite | 4º    | 222       |
| 10º | Austrália          | inglês                     | Dami Im                                | "Sound of Silence"                 | Som do silêncio                    | 1º    | 330       |
| 11º | Eslovénia          | inglês                     | Manuella                               | "Blue and Red"                     | Azul e Vermelho                    | 14º   | 57        |
| 12º | Bulgária           | inglês, Búlgaro            | Poli Genova                            | "If Love Was a Crime"              | Se amar fosse um crime             | 5º    | 220       |
| 13º | Dinamarca          | inglês                     | Lighthouse X                           | "Soldiers of Love"                 | Soldados de amor                   | 17º   | 34        |
| 14º | Ucrânia            | inglês, tártaro da Crimeia | Jamala                                 | "1944"                             | -                                  | 2º    | 287       |
| 15º | Noruega            | inglês                     | Agnete                                 | "Icebreaker"                       | Quebra-gelo                        | 13º   | 63        |
| 16º | Geórgia            | inglês                     | Nika Kocharov & Young Georgian Lolitaz | "Midnight Gold"                    | Ouro de Tolos                      | 9º    | 123       |
| 17º | Albânia            | inglês                     | Eneda Tarifa                           | "Fairytale"                        | Conto de fadas                     | 16º   | 45        |
| 18º | Bélgica            | inglês                     | Laura Tesoro                           | "What's the Pressure?"             | Qual é a pressão ?                 | 3º    | 274       |

### Países que também votam na Semi Final 2
| Com direito de voto: · Alemanha · Itália · Reino Unido |

### Final
| #   | País          | Idioma                     | Artista                                | Canção                             | Tradução para Português            | Lugar | Pontuação |
| --- | ------------- | -------------------------- | -------------------------------------- | ---------------------------------- | ---------------------------------- | ----- | --------- |
| 1º  | Bélgica       | inglês                     | Laura Tesoro                           | "What's the Pressure?"             | Qual é a pressão?                  | 10º   | 181       |
| 2º  | Chéquia       | inglês                     | Gabriela Gunčíková                     | "I Stand"                          | Eu fico                            | 25º   | 41        |
| 3º  | Países Baixos | inglês                     | Douwe Bob                              | "Slow Down"                        | Vai com calma                      | 11º   | 153       |
| 4º  | Azerbaijão    | inglês                     | Samra                                  | "Miracle"                          | Milagre                            | 17º   | 117       |
| 5º  | Hungria       | inglês                     | Freddie                                | "Pioneer"                          | Pioneiro                           | 19º   | 108       |
| 6º  | Itália        | Italiano, Inglês           | Francesca Michielin                    | "No Degree of Separation"          | Nenhum grau de separação           | 16º   | 124       |
| 7º  | Israel        | inglês                     | Hovi Star                              | "Made of Stars"                    | Feito de Estrelas                  | 14º   | 135       |
| 8º  | Bulgária      | inglês, Búlgaro            | Poli Genova                            | "If Love Was a Crime"              | Se amar fosse um crime             | 4º    | 307       |
| 9º  | Suécia        | Inglês                     | Franz                                  | "If I Were Sorry"                  | Se Eu Estiver Perdoado             | 5º    | 261       |
| 10º | Alemanha      | Inglês                     | Jamie-Lee Kriewitz                     | "Ghost"                            | Fantasma                           | 26º   | 11        |
| 11º | França        | Francês, Inglês            | Amir                                   | "J'ai cherché"                     | Estou procurando                   | 6º    | 257       |
| 12º | Polónia       | inglês                     | Michał Szpak                           | "Color of Your Life"               | A Cor da Tua Vida                  | 8º    | 229       |
| 13º | Austrália     | inglês                     | Dami Im                                | "Sound of Silence"                 | Som do silêncio                    | 2º    | 511       |
| 14º | Chipre        | inglês                     | Minus One                              | "Alter Ego"                        | Alter Ego                          | 21º   | 96        |
| 15º | Sérvia        | inglês                     | Sanja Vučić ZAA                        | "Goodbye (Shelter)"                | Adeus (Abrigo)                     | 18º   | 115       |
| 16º | Lituânia      | inglês                     | Donny Montell                          | "I've Been Waiting for This Night" | Eu estive esperando por esta noite | 9º    | 200       |
| 17º | Croácia       | inglês                     | Nina Kraljić                           | "Lighthouse"                       | Farol                              | 23º   | 73        |
| 18º | Rússia        | inglês                     | Sergey Lazarev                         | "You Are the Only One"             | Tu és a única                      | 3º    | 491       |
| 19º | Espanha       | Inglês                     | Barei                                  | "Say Yay!"                         | Diga Sim                           | 22º   | 77        |
| 20º | Letónia       | inglês                     | Justs                                  | "Heartbeat"                        | Batida do coração                  | 15º   | 132       |
| 21º | Ucrânia       | inglês, tártaro da Crimeia | Jamala                                 | "1944"                             | 1944                               | 1º    | 534       |
| 22º | Malta         | inglês                     | Ira Losco                              | "Walk on Water"                    | Andar na água                      | 12º   | 153       |
| 23º | Geórgia       | inglês                     | Nika Kocharov & Young Georgian Lolitaz | "Midnight Gold"                    | Ouro de Tolos                      | 20º   | 104       |
| 24º | Áustria       | Francês                    | Zoë                                    | "Loin d'ici"                       | Longe daqui                        | 13º   | 151       |
| 25º | Reino Unido   | Inglês                     | Joe & Jake                             | "You're Not Alone"                 | Não está sozinho                   | 24º   | 62        |
| 26º | Arménia       | inglês                     | Iveta Mukuchyan                        | "LoveWave"                         | Onda do Amor                       | 7º    | 249       |

## Outras Votações

### Marcel Bezençon Prémios[66]
| Categorias               | País      | Música                 | Cantor(s)      | Compositor(s)                         |
| ------------------------ | --------- | ---------------------- | -------------- | ------------------------------------- |
| Prémio Artístico         | Ucrânia   | "1944"                 | Jamala         | Jamala                                |
| Prémio Melhor Compositor | Austrália | "Sound Of Silence"     | Dami Im        | David Musumeci, Anthony Egizi         |
| Prémio Melhor Música     | Rússia    | "You Are the Only One" | Sergey Lazarev | Dimitris Kontopoulos, Philip Kirkorov |

### OGAE
A OGAE Internacional ESC Poll esteve a revelar a grande opinião de fãs da Eurovisão em toda a Europa e do Mundo sobre o Festival Eurovisão da Canção 2015. Todos os anos, todos os OGAE-clubes organiza uma votação interna dos anos atuais canções Eurovision. Os resultados serão publicados no site, bem como nossos seus sites parceiros. O objetivo deste voto é a voz da opinião fãs ao longo dos anos atuais.
Esta votação nunca é oficial.
| País      | Música              | Artista                   | OGAE resultado (atualmente*) |
| --------- | ------------------- | ------------------------- | ---------------------------- |
| França    | Amir                | "J'ai cherché"            | 425                          |
| Rússia    | Sergey Lazarev      | "You Are the Only One"    | 392                          |
| Austrália | Dami Im             | "Sound of Silence"        | 280                          |
| Bulgária  | Poli Genova         | "If Love Was a Crime"     | 175                          |
| Itália    | Francesca Michielin | "No Degree of Separation" | 170                          |

*Resultados refletidos da votação de 42 membros OGAE.

## Comentadores e Porta-Vozes

### Comentadores
- Alemanha - Peter Urban  (EinsFestival e Phoenix, semifinais; Das Erste, final)[68][69]
- Albânia - Andri Xhahu (RTSH, RTSH HD, RTSH Muzikë e Radio Tirana, todos os espetáculos)[70][71]
- Arménia - Avet Barseghyan (Armenia 1 e Public Radio of Armenia, todos os espetáculos)[72][73]
- Austrália - Julia Zemiro e Sam Pang (SBS One e SBS Radio 4, todos os espetáculos)[74][75]
- Áustria - Andi Knoll (ORF eins, todos os espectáculos)[76]
- Azerbaijão - Azer Suleymanli (İTV, todos os espectáculos)[77][78]
- Bélgica - Holandês: Peter Van de Veire (één, todos os espectáculos);[79] Francês: Jean-Louis Lahaye e Maureen Louys (La Une, todos os espectáculos)[80][81]
- Bielorrússia - Evgeny Perlin (Belarus-1 e Belarus 24, all shows)[82][83]
- Bósnia e Herzegovina – Dejan Kukrić (BHT 1, BHT HD e BH Radio 1, todos os espectáculos)[84]
- Bulgária – Elena Rosberg e Georgi Kushvaliev (BNT 1 e BNT HD, todos os espectáculos)[85][86]
- Croácia - Duško Ćurlić (HRT 1, todos os espectáculos); Zlatko Turkalj Turki (HR 2, todos os espectáculos)[87]
- Chipre - Melina Karageorgiou (RIK 1, RIK SAT, RIK HD e Trito Programma, todos os espectáculos)[88]
- Dinamarca - Ole Tøpholm (DR1, todos os espectáculos)[89]
- Eslovénia - Andrej Hofer (RTV SLO2, semifinais; RTV SLO1, final; Radio Val 202, segunda semifinal e final; Radio Maribor, todos os espectáculos)[90]
- Espanha - José Maria Iñigo e Julia Varela - Semifinais, La 2 ; Final, La 1, La 1 HD e TVE Internacional[91]
- Estónia -  Estónio: Marko Reikop (ETV, todos os espectáculos);[92] Mart Juur e Andrus Kivirähk (Raadio 2, primeira semifinal e final);[93] Russo: Aleksandr Hobotov (ETV+, todos os espectáculos)[94]
- Finlândia - Finlandês: Mikko Silvennoinen (Yle TV2 e TV Finland, todos os espectáculos);[95][96] Sanna Pirkkalainen and Jorma Hietamäki (Yle Radio Suomi, all shows);[97] Sueco: Eva Frantz e Johan Lindroos (Yle TV2, TV Finland, Yle Radio Vega, todos os espectáculos)[98]
- França - Marianne James e Jarry (France 4, semifinais); Marianne James e Stéphane Bern (France 2, final)[99]
- Geórgia - Tuta Chkheidze e Nika Katsia (GPB, todos os espectáculos)[100][101]
- Greece – Maria Kozakou e Giorgos Kapoutzidis (ERT1, ERT HD, ERT World, ERA 2 e Voz da Grécia, todos os espectáculos)[102]
- Países Baixos - Jan Smit e Cornald Maas (NPO 1 e BVN, todos os espectáculos);[103][104] Douwe Bob (NPO 1 e BVN, segunda semifinal)[105]
- Hungria - Gábor Gundel Takács (Duna, todos os espectáculos)[106]
- Irlanda - Marty Whelan (RTÉ2, semifinais; RTÉ One, final); Neil Doherty e Zbyszek Zalinski (RTÉ Radio 1, segunda semifinal e final)[107]
- Islândia - Gísli Marteinn Baldursson (RÚV e Rás 2, todos os espectáculos)[108]
- Israel - Hebraico: Legendado (Canal 1, segunda semifinal e final (direto), primeira semifinal (diferido)); Kobi Menora, Iggy Waxman e Nancy Brandes (88 FM, segunda semifinal e final); Árabe: Legendado (Canal 33, segunda semifinal e final)[109][110]
- Itália - Filippo Solibello e Marco Ardemagni (Rai 4, semifinais; Rai Radio 2, todos os espectáculos);[111] Flavio Insinna and Federico Russo (Rai 1, final)[112][113]
- Letónia - Valters Frīdenbergs (LTV1, todos os espectáculos); Toms Grēviņš (LTV1, final)[114][115]
- Lituânia - Darius Užkuraitis (LRT, LRT HD e LRT Radijas, todos os espectáculos)[116]
- Macedónia do Norte - Karolina Petkovska (MRT 1, todos os espectáculos)[117]
- Malta - Arthur Caruana (TVM, todos os espectáculos)[118][119]
- Moldávia - Gloria Gorceag (Moldova 1, Radio Moldova, Radio Moldova Muzical e Radio Moldova Tineret, todos os espectáculos)[120][121]
- Montenegro - Dražen Bauković e Tijana Mišković (TVCG 1 e TVCG SAT, todos os espectáculos)[122][123]
- Noruega - Olav Viksmo Slettan (NRK1, todos os espectáculos);[124] Ronny Brede Aase, Silje Reiten Nordnes and Markus Ekrem Neby (NRK3, final);[125] Ole Christian Øen (NRK P1, second semifinal and final)[126]
- Poland – Artur Orzech (TVP 1 e TVP Polonia (direto); TVP Rozrywka e TVP HD (diferido), todos os espectáculos)[127]
- [[ no Festival Eurovisão da Canção|]] - Scott Mills e Mel Giedroyc (BBC Four, semifinal); Graham Norton (BBC One, final); Ken Bruce (BBC Radio 2, final)[128][129]
- Chéquia - Libor Bouček (ČT2, semi-finals; ČT1, final)[130]
- Russia – Dmitry Guberniev e Ernest Mackevičius (Channel One Russia e Russia HD, todos os espectáculos)[131]
- San Marino - Lia Fiorio e Gigi Restivo (SMtv San Marino e Radio San Marino, todos os espetáculos)[132]
- Sérvia - Dragan Ilić (RTS 1, RTS HD e RTS Sat, primeira semifinal); Duška Vučinić (RTS 1, RTS HD e RTS Sat, segunda semifinal e final)[133][134][135]
- Suécia - Lotta Bromé (SVT1, todos os espectáculos);[136] Carolina Norén e Björn Kjellman (SR P4, todos os espectáculos)[137]
- Suíça - Alemão: Sven Epiney (SRF zwei, semifinais; SRF 1, final); Peter Schneider e Gabriel Vetter (SRF 1 e Radio SRF 3, final)[138] Francês: JJean-Marc Richard e Nicolas Tanner (RTS Deux, segunda semifinal e final);[139] Italiano: Clarissa Tami (RSI La 2, segunda semifinal);[140] Clarissa Tami e Michele "Cerno" Carobbio (RSI La 1, final)[141]
- Ucrânia - Timur Miroshnychenko e Tetiana Terekhova (UA:Pershyi, todos os espectáculos);[142] Olena Zelinchenko (Radio Ukraine, all shows)[143]

### Países não participantes
- China - Kubert Leung e Wu Zhoutong (Hunan TV, todos os espectáculos)[144]
- Kosovo  – TBA (RTK, todos os espectáculos)[145]
- Cazaquistão - Diana Snegina e Kaldybek Zhaysanbay (Khabar, todos os espectáculos)[146]
- Nova Zelândia - Sem comentador (BBC UKTV, final)[147]
- Portugal - Hélder Reis e Nuno Galopim (RTP, todos os espectáculos)[148][149][150]
- Estados Unidos - Carson Kressley and Michelle Collins (Logo TV, final)[151][152]

### Transmissão internacional em linguagem gestual
SVT anunciou a 22 de abril de 2016 que pela primeira vez foram transmitidos em Língua Gestual Internacional para deficientes auditivos. Todos os três espetáculos foram traduzidos por Julia Kankkonen. As atuações serão interpretadas por dez intérpretes de linguagem gestual e os diálogos dos anfitriões por três intérpretes de linguagem gestual:
- Ebru Bilen Basaran (Dinamarca)
- Laith Fathulla (Suécia)
- Rafael-Evitan Grombelka (Alemanha)
- Amina Ouahid (Suécia)
- Tommy Rangsjö (Suécia)
- Pavel Rodionov (Rússia)
- Laura Levita Valyte (Lituânia)
- Kolbrun Völkudottir (Islandia)
- Xuejia Rennie Zacsko (Suécia)
- Amadeus Lantz (Suécia)
- Georg Marsh (Áustria)
- Markus Aro (Finlândia)
- Vivien Batory (Dinamarca)

As transmissões internacionais em linguagem gestual serão transmitidos online ao lado dos três espetáculos ao vivo, com os seguintes países também a transmitirem na televisão:
- Áustria - ORF 2 (final)[157]
- Dinamarca - DR Ramasjang (todos os espectáculos)[158]
- Lituânia - LRT Kultūra (todos os espectáculos)[159]
- Noruega - NRK1 Tegnspråk (todos os espectáculos)[160]
- Suécia - SVT24 (todos os espectáculos)[154]

### Porta-Vozes
Os porta-vozes anunciarão a pontuação de 12 pontos do júri nacional do respectivo país na seguinte ordem:
1. Áustria – Kati Bellowitsch
2. Islândia – Unnsteinn Manuel Stefánsson
3. Azerbaijão – Tural Asadov
4. San Marino – Irol MC
5. Chéquia – Daniela Písařovicová
6. Irlanda – Sinéad Kennedy
7. Geórgia – Nina Sublatti (representante de Festival Eurovisão da Canção 2015)
8. Bósnia e Herzegovina – Ivana Crnogorac
9. Malta – Ben Camille
10. Espanha – Jota Abril
11. Finlândia – Jussi-Pekka Rantanen
12. Suíça – Sebalter (representante de Festival Eurovisão da Canção 2014)
13. Dinamarca – Ulla Essendrop
14. França – Élodie Gossuin
15. Moldávia – Olivia Furtună
16. Arménia – Arman Margaryan
17. Chipre – Loukas Hamatsos
18. Bulgária – Anna Angelova
19. Países Baixos – Trijntje Oosterhuis (representante de Festival Eurovisão da Canção 2015)
20. Letónia – Toms Grēviņš
21. Israel – Ofer Nachshon
22. Bielorrússia – Uzari (representante de Festival Eurovisão da Canção 2015)
23. Alemanha – Barbara Schöneberger
24. Rússia – Nyusha
25. Noruega – Elisabeth Andreassen  (representante de Festival Eurovisão da Canção 1982, 1985, 1994 e 1996)
26. Austrália – Lee Lin Chin
27. Bélgica – Umesh Vangaver
28. Reino Unido – Richard Osman
29. Croácia – Nevena Rendeli
30. Grécia – Constantinos Christoforou (representante de Festival Eurovisão da Canção 1996, 2002 e 2005)
31. Lituânia – Ugnė Galadauskaitė
32. Sérvia – Dragana Kosjerina
33. Macedónia do Norte – Dijana Gogova
34. Albânia – Andri Xhahu
35. Estónia – Daniel Levi Viinalass
36. Ucrânia – Verka Serduchka (representante de Festival Eurovisão da Canção 2007)
37. Itália – Claudia Andreatti
38. Polónia – Anna Popek
39. Eslovénia – Marjetka Vovk (representante de Festival Eurovisão da Canção 2015)
40. Hungria – Csilla Tatár
41. Montenegro – Danijel Alibabić (representante de Festival Eurovisão da Canção 2005)
42. Suécia – Gina Dirawi

## Outros países

### Possíveis saídas
- Austrália - O país foi o convidado especial dos 60 anos do concurso, contudo a EBU, confirmou que a Austrália, só iria participar em 2015 e se caso fosse a vencedora iria regressar no ano seguinte. Mas, durante o festival de 2015, o supervisor executivo Jon Ola Sand, disse que existiam possibilidades reais de que o país fosse inscrito efectivamente no festival (passando a chamar-se o BIG 6).[162]
- Montenegro - A chefe da delegação de Montenegro revelou que, devido a decisão do grupo da referência ter desclassificado os resultados do juri montenegrino na edição de 2015, a sua participação ainda não é certa. Contudo, a emissora responsável de Montenegro na eurovisão ainda não falou nada sobre a sua participação.[163]
- Israel - Apesar do país ter confirmado a sua participação, segundo o diário NRG, a sua participação está comprometida, por causa do Yom Hazikaron (Dia da Memória) que é normalmente celebrado no dia 11 de Maio. Este dia é dedicado aos civis e aos soldados mortos em confrontos armados e é um feriado,aonde as pessoas se recolhem em suas casas e nada pode ser realizado, pelo que o país não pode competir nem sequer transmitir a primeira semifinal do concurso. Um pedido para que o país ficasse colocado na segunda semifinal poderia ser feito novamente, mas isso implicaria que o ensaio geral fosse precisamente no dia 11 de Maio. Nada foi dito pela emissora de Israel nem sequer pela União Europeia de Radiotelevisão. Em 1980, o choque de datas forçou a não participação de Israel no evento, forçando a sua transferência para Haia, nos Países Baixos, já que Israel também tinha ganho o festival anterior (1979). Se chegar a não participar, talvez os países africanos como Líbano e Tunísia poderiam participar, estes países já se mostraram interessados em participar, mas nunca chegaram a participar por causa da participação israelita.[164]

### Possíveis regressos
- Croácia - A HRT, emissora croata, confirmou que o país poderá regressar nesta edição, escolhendo o seu representante através da versão local do programa "The Voice". A representante que representou a Jugoslávia em 1989, disse numa entrevista que, a Croácia deveria de regressar ao certame.[165]

### Regressos
- Ucrânia - O diretor da emissora NTU, confirmou que Ucrânia irá regressar após um ano de hiato, devido a crise geopolítica que o país enfrenta.[166]

### Países que estão a decidir a sua participação
- San Marino - O compositor dos últimos anos,o alemão Ralph Siegel de São Marino confirmou que gostaria de participar mais um vez em 2016, mas a emissora ainda não confirmou nada sobre a sua participação.[167]

### Países que não devem ou não vão participar na próxima edição
- Andorra - Andorra confirmou que não irá participar na eurovisão em 2016, os problemas financeiros é a principal razão do país estar ausente neste concurso, de acordo com a emissora RTVA, o país não irá competir na eurovisão assim tão cedo.[168]
- Mónaco - No dia 21 de Julho, a TMC, emissora do Mónaco, revelou que o país irá continuar de fora da eurovisão.[169][170] B
- Luxemburgo - A emissora do Luxemburgo, RTL, confirmou que o país não participará no festival de 2016. Mais tarde, disseram a sua justificação,  por causa da falta de interesse na área de entretenimento.[171]
- Portugal - Por decisão da estação pública RTP, Portugal não irá marcar presença no festival de 2016. Uma das razões que levaram a RTP a tomar esta decisão foi o facto das baixas audiências e pouco interesse dos portugueses em relação às últimas edições do Festival Eurovisão.[172] Este ano, a RTP ponderou não transmitir o Festival Eurovisão em qualquer um dos seus canais, uma vez que a Direção decidiu inicialmente não incluir o mesmo na grelha de programação, no entanto, após diversas manifestações de desagrado por parte dos espetadores, a estação voltou atrás na sua decisão e transmite as semifinais e a final do evento. De acordo com a direção do canal, já se prepara o regresso em 2017.[173][174]

### Países que não têm autorização de participar
- China - A única emissora privada da China,a Hunan TV confirmou o seu interesse em participar, a EBU disse que "estamos abertos e estamos sempre à procura de novos elementos em cada Festival Eurovisão da Canção". No dia 3 de Junho, foi desmentida a possível participação chinesa.[175]
- Ilhas Faroé - No dia 9 de junho de 2015,foi anunciado que a emissora estatal Kringvarp Føroya (SVF) explorou uma participação, na Eurovisão em 2016,a solicitar sua posição como membro efetivo da EBU, mas foi rejeitada devido às ilhas fazerem parte da Dinamarca. O ministro da Educação, das ilhas, Bjørn Kalso, apoiou a participação das Ilhas Faroé, dizendo, "a justificativa até agora tem sido a de que os países têm de ser reconhecidos pelas Nações Unidas como independentes". Mas não há dúvida de que poderíamos facilmente ultrapassar essas barreiras, se estamos absolutamente determinados a atingir esse objetivo ... é completamente até a Kringvarpið ... para renovar a candidatura regularmente, e mostrar à UER que as Ilhas Faroe estão no jogo igual a outros países quando se trata de uma participação no Festival Eurovisão da Canção."[176]
- Kosovo - O ministro das Relações Exteriores do Kosovo publicou no Twitter, que o país (não reconhecido por quinze estados na Europa e ainda não é membro ativo da UER) ia participar no Festival da Eurovisão 2016 marcando a sua estreia para o concurso. No entanto, no dia 3 de Junho de 2015, a UER desmentiu que Kosovo iria competir em 2016, como a emissora nacional Rádio Televisão de Kosovo (RTK) não é nem associada e nem membro ativo.[177]